# Liste der Einträge im National Register of Historic Places im Lewis County (West Virginia)
Diese Liste der Einträge im National Register of Historic Places im Lewis County (West Virginia) enthält alle im Lewis County, West Virginia in das National Register of Historic Places eingetragenen Gebäude, Bauwerke, Objekte, Stätten oder historischen Distrikte.
Diese Liste entspricht dem Bearbeitungsstand des National Park Service/National Register of Historic Places vom 27. September 2024.

## Legende
| NRHP | Historic Place             |
| NHL  | National Historic Landmark |
| HD   | National Historic District |

## Aktuelle Einträge
| [ 2 ] | Name                                            | Bild                                          | Eintragsdatum                  | Lage | Ort              | Beschreibung |
| ----- | ----------------------------------------------- | --------------------------------------------- | ------------------------------ | --- | ---------------- | ------------ |
| 1     | Annamede                                        |                                               | 11. März 1987 ID-Nr. 87000218  | RD 1, Box 126 und U.S. Route 19 38° 52′ 35″ N, 80° 26′ 35,2″ W                                                                             | Walkersville     |              |
| 2     | Jonathan M. Bennett House                       | Jonathan M. Bennett House                     | 9. Juni 1978 ID-Nr. 78002804   | Court Ave. 39° 2′ 11″ N, 80° 27′ 55,1″ W                                                                                                   | Weston           |              |
| 3     | Gum Farmstead Historic District                 |                                               | 30. Nov. 2020 ID-Nr. 100005827 | 3414 Freeman’s Creek Rd. 39° 5′ 45,6″ N, 80° 34′ 58,4″ W                                                                                   | Camden, Siedlung |              |
| 4     | Jackson’s Mill                                  | weitere Bilder                                | 23. Feb. 1972 ID-Nr. 72001289  | östlich an der County Route 1 gelegen 39° 5′ 46″ N, 80° 27′ 59″ W                                                                          | Weston           |              |
| 5     | Jackson’s Mill State 4-H Camp Historic District | weitere Bilder                                | 4. Feb. 2005 ID-Nr. 04001598   | 160 Jackson Mill Rd. 39° 5′ 55″ N, 80° 28′ 12″ W                                                                                           | Weston           |              |
| 6     | May-Kraus Farm                                  |                                               | 22. März 2006 ID-Nr. 06000175  | 3052 Crooked Run Rd. 39° 1′ 22,1″ N, 80° 37′ 45,8″ W                                                                                       | Alum Bridge      |              |
| 7     | St. Bernard Church and Cemetery                 | weitere Bilder                                | 12. Juli 1985 ID-Nr. 85001583  | County Route 20/6 und County Route 17/2 38° 59′ 35,2″ N, 80° 35′ 34,1″ W                                                                   | Camden           |              |
| 8     | Upper Glady School                              | Upper Glady School                            | 20. März 2002 ID-Nr. 02000252  | County Route 52, nördlich der McCord Run Rd. 38° 48′ 59″ N, 80° 24′ 25,9″ W                                                                | Crawford         |              |
| 9     | Walkersville Covered Bridge                     | weitere Bilder                                | 4. Juni 1981 ID-Nr. 81000603   | an der County Route 19/17 in der Nähe der U.S. Route 19 38° 51′ 29,9″ N, 80° 27′ 38,9″ W                                                   | Walkersville     |              |
| 10    | Weston Colored School                           | Weston Colored School                         | 9. Apr. 1993 ID-Nr. 93000224   | 345 Center St. 39° 2′ 22,9″ N, 80° 27′ 52,9″ W                                                                                             | Weston           |              |
| 11    | Weston Downtown Historic District               | Weston Downtown Historic District             | 28. Sep. 1985 ID-Nr. 85002468  | Teilbereiche der Main, Center und Court Aves., inklusive der 2nd und 3rd Sts. 39° 2′ 12,8″ N, 80° 28′ 5,2″ W                               | Weston           |              |
| 12    | Weston Downtown Residential Historic District   | Weston Downtown Residential Historic District | 2. Feb. 2005 ID-Nr. 04001596   | Teilbereiche der Main, Center und Court Aves, inklusive der E. 1st, E. 3rd, E. 4th, E. 5th und E. 6th Sts. 39° 2′ 31,9″ N, 80° 27′ 47,2″ W | Weston           |              |
| 13    | Weston State Hospital                           | weitere Bilder                                | 19. Apr. 1978 ID-Nr. 78002805  | River Street 39° 2′ 17,9″ N, 80° 28′ 16″ W                                                                                                 | Weston           |              |